# Eclipso
Pour les articles homonymes, voir Eclipso (revue), Bruce Gordon et Gordon.
Eclipso (Bruce Gordon) est un super-vilain appartenant à l’univers de DC Comics. Il a été créé par Bob Haney et Lee Elias, et est apparu pour la première fois dans House of Secrets no 61 en août 1963.

## Le personnage

### Bruce Gordon
Bruce Gordon était un scientifique qui photographiait une éclipse sur Diablo Island, une île du Pacifique sud. Les indigènes craignaient qu'il ne vole leur « Dieu du soleil », aussi envoyèrent-ils le sorcier Mophir pour l'arrêter. Le sorcier détenait une pierre noire magique dont Bruce Gordon s’empara durant le combat, juste avant l'éclipse, et se transforme en Eclipso.

## Apparitions dans d’autres médias
- Justice League: Chronicles (2003), jeu vidéo de Midway Games sur Game Boy Advance
- La Ligue des justiciers, série animée. La voix d’Eclipso est doublée par Bruce McGill
- DC Super Hero Girls : Héroïne de l'Année, film d'animation sorti directement en vidéo.
- Lego DC Super Hero Girls : Rêve ou Réalité, film d'animation sorti directement en vidéo. La voix d’Eclipso est doublée par Mona Marshall.
- Stargirl (série télévisée), Série live-action . Eclipso est Cindy Burman.